# Park Narodowy Golden Gate Highlands
Park Narodowy Golden Gate Highlands (ang. Golden Gate Highlands National Park) – park narodowy w Południowej Afryce położony we wschodniej części kraju, przy granicy z Lesotho, w prowincji Wolne Państwo.
Park został ustanowiony w 1963 roku, pierwotnie zajmował powierzchnię 48 km². W 2008 roku został powiększony o obszar sąsiedniego Parku Narodowego QwaQwa. Całkowita powierzchnia parku wynosi około 340 km².
Park stanowi siedlisko ridboka górskiego, a także gatunków introdukowanych z innych części Afryki: gnu brunatnego, elanda zwyczajnego, skocznika antylopiego oraz bawolca rudego.